# 豌豆荚
豌豆荚（英語：SnapPea）是一款免费的Android手机应用搜索、管理软件，由豌豆实验室于2010年8月9日发布，是李开复创新工场首个公布的项目。提供Android应用、音乐、视频、电子书、壁纸和主题等下载服务，并可以通过豌豆荚在Windows电脑上收发短信，管理手机中的应用、联系人、图片和视频，备份手机数据到电脑和云端。

## 组成
豌豆荚的程序由PC客户端与Android手机客户端组成。其中手机客户端提供了上述的基本功能，而电脑客户端的功能则更为详细，包括浏览和下载过往应用的旧版本，收发短信、管理联系人，在注册后修改应用的说明和图片（经审核后生效）等。

### 连接
手机经豌豆荚可以通过USB、Wi-Fi两种方式与电脑进行数据通讯。在通讯过程中，手机以可读写FTP服务器的形式与电脑进行通讯。
USB方式需要启动安卓系统的"USB调试功能"。USB方式下豌豆荚程序还提供了屏幕截图功能。

## 应用来源
豌豆荚的应用来源包括应用的官方网站及安卓市场、安智市场等中国大陆境内二十多个应用市场。

## 旗下其它产品
开眼(Eyepetizer)：豌豆荚出品的一款精品短视频日报应用。
豌豆荚一览：一款阅读类应用，可以在一个应用中浏览多个应用的内容。

## 重大事件
2013年9月14日，豌豆荚视频搜索正式版上线，视频搜索聚合了超过58万集的正规视频资源。从视频入手，豌豆荚「重新定义搜索」，并希望成为「移动互联网的内容入口」。
2014年1月15日，豌豆荚4.0新版发布，从应用转向内容，实现了比应用商店更多的功能和理念。
2014年3月27日，豌豆荚发布应用内搜索技术协议，允许豌豆荚上已经收录的140万个应用为应用内容搜索提供内容。
2016年7月，阿里巴巴斥资2亿美元全资收购豌豆荚。
2020年2月28日起，豌豆荚PC版停止在线服务。
2023年6月17日，豌豆荚关闭应用历史版本下载功能。